# 五式半潜攻撃艇
五式半潜攻撃艇（ごしきはんせんこうげきてい）は、大日本帝国陸軍船舶部隊が試作した沿岸用半潜水艇。マルハセ（正しい表記は○の中に「ハセ」）とも呼ばれる。

## 概要
連合国軍の上陸部隊を水際で迎撃することを目的とした決戦舟艇の一つで、航行中は上甲板より下が海中に没する半潜水状態となる。艇体は木鉄交造で、艇体中央のみが円筒型の鋼製水密区画であり、船首と船尾は木製の非水密区画となっている。エンジンは大発動艇に主機関として搭載されていたディーゼルエンジンを流用。兵装として両舷に簡易魚雷を装備する。
設計は1944年（昭和19年）9月下旬に開始され、宇品の野戦船舶本廠で製造された試作艇が実用試験に合格したため、1945年（昭和20年）2月上旬から大阪の前田製作所で量産が開始された。しかし、3月中旬に製作途中の量産艇が空襲によって全艇焼失。これを受けて野戦船舶本廠による再試作が行われたが、兵装である簡易魚雷に不備が生じたため、五式半潜攻撃艇の量産も中止された。
また、五式半潜攻撃艇と近似した決戦舟艇として、深度20 mまでの完全潜航が可能な小型潜航攻撃艇も試作されていたが、こちらも試作のみに終わっている。